# Joe Daughrity
Joseph Lee Daughrity (ur. 12 września 1968 w Emmetsburgh) – amerykański koszykarz, występujący na pozycji rozgrywającego.

## Osiągnięcia
College
- 2-krotny uczestnik turnieju NCAA (1991, 1992)
- Mistrz sezonu regularnego konferencji Big East NCAA (1992)
- Zaliczony do składu All Western States Conference First Team All-Star (1990)[1]

Drużynowe
- Wicemistrz Polski (1996)
- Uczestnik rozgrywek Pucharu Koracia (1995/96, 1998/99)

Indywidualne
- Zaliczony do I składu najlepszych zawodników polskiej ligi (1996)
- Uczestnik Meczu Gwiazd PLK (1996)[2]